# Esu (Cameroun)
Pour les articles homonymes, voir Esu.
Esu est une localité du Cameroun située dans la région du Nord-Ouest, le département du Menchum et l'arrondissement de Fungom (commune de Zhoa), à proximité du lac Nyos et de la frontière avec le Nigeria. C'est aussi le siège d'une chefferie traditionnelle de 2e degré.

## Population
Lors du recensement de 2005, Esu comptait 14 240 habitants.

## Histoire
Après l'explosion de gaz carbonique du lac Nyos qui fit de nombreuses victimes le 21 août 1986, des rescapés ont été accueillis dans des camps construits notamment à Esu.